# Virtuelle Telefonanlage
Eine virtuelle Telefonanlage ist eine Telefonanlage, deren Hardware nicht beim Unternehmen steht, sondern bei einem Provider. Über das Internet wird mittels VoIP (Voice over IP – zu deutsch: Internet-Telefonie) das Telefonieren als reine Software-Lösung ermöglicht.

## Funktionsweise einer virtuellen Telefonanlage im Vergleich zur analogen Telefonie

### Die herkömmliche Telefonanlage
Bei der herkömmlichen Telefonanlage handelt es sich um eine zentrale Anlage, an die alle Anschlüsse in verschiedenen Räumen mit ihren jeweiligen Rufnummern und Telefonen angebunden sind. Sie werden von einem Anbieter gekauft und eingerichtet und müssen gewartet werden. Die so genannten Nebenstellen (ein Apparat pro Nutzer) sind in der Regel von einem Techniker anzuschließen. Eine analoge Telefonanlage ist deshalb relativ aufwändig in der Nutzung, insbesondere wenn ein Defekt vorliegt, da meist ein Techniker vor Ort benötigt wird.

### Die virtuelle Telefonanlage
Zur Nutzung der internetbasierten Telefonie wird kein herkömmlicher Telefonanschluss oder eine physische Telefonanlage benötigt, da Telefongespräche über ein Internetprotokoll übertragen werden und die virtuelle Telefonanlage in zentralen Rechenzentren betrieben werden. Das nebenstehende Architekturbild zeigt die Komponenten einer virtuellen Telefonanlage. Von links nach rechts:
- Die Administration der virtuellen Telefonanlage erfolgt über eine App oder eine Web-Anwendung
- Der Anwender nutzt die virtuelle Telefonanlage über eine Smartphone-App, dem PC oder einem IP-Phone
- Die Verbindung zur virtuellen Telefonanlage erfolgt über das mobile Internet oder einem DSL-Anschluss
- Die Server der virtuellen Telefonanlage sind über das Internet erreichbar und befinden sich in einem oder mehreren Rechenzentren
- Die der Betreiber der virtuellen Telefonanlage sorgt i. d. R. auch für einen Zugang zum öffentlichen Telefonnetz

Mit einer stabilen Internetverbindung kann der Zugriff auf das virtuelle Telefonsystem von nahezu jedem Endgerät (PC, Tablet oder Smartphone) und von nahezu jedem Ort aus erfolgen. Neben softwarebasierten Endgeräten können auf physische SIP-Telefone oder SIP-Analogadapter verwendet werden.
Ein Smartphone kann durch „Fixed Mobile Convergence“ in die Cloud-Telefonanlage eingebunden werden. So ist es möglich, dass jeder Nutzer die Anrufe, die auf seiner Durchwahl eingehen, von überall aus direkt am Handy beantworten kann.

### Die Funktion des Codecs bei der Gesprächsübertragung
Unter dem Begriff Codec versteht man einen Algorithmus, mithilfe dessen das Gesprochene in einem Telefonat verschlüsselt (kodiert) und im Anschluss wieder entschlüsselt (dekodiert) wird. Da es verschiedene Anforderungen an VoIP-Telefongespräche gibt, unterscheiden sich die Algorithmen und somit auch die Codecs, die jeweils besondere Vorteile und Eigenschaften haben.
Die größten Unterschiede existieren mit Hinblick auf die Sprachqualität, benötigte Bandbreite, Kompression, benötigte Rechenleistung, Bitrate (variabel oder fest) und die Verbreitung.
Einige Codecs bieten beispielsweise eine bessere Sprachqualität als andere. Jedoch kann man als Nutzer nicht pauschal einen Codec wählen, da die Funktionalität des Codecs von weiteren Faktoren abhängt. So müssen zum Beispiel alle Endgeräte und die VoIP-Telefonanlage selbst den Codec unterstützen.
In der Praxis kommen folgende Codecs besonders häufig vor:
- G.711 (ca. 100 kbit/s, unkomprimiert, Qualität sehr gut)
- G.722 (ca. 100 kbit/s, unkomprimiert, Qualität sehr gut)
- G.729 (ca. 8 kbit/s, komprimiert, Qualität sehr gut bis gut)

### Im Folgenden werden die meistverbreiteten Codecs näher beschrieben

#### Codec G.711 (A-Law oder U-Law)
Der Codec G.711 ist einer der häufigsten und bietet sehr gute Sprachqualität, vergleichbar mit ISDN.
Die benötigte Bandbreite liegt bei ca. 100 kbit/s, inklusive Overhead. Der Codec G711 wird von beinahe allen Endgeräten und VoIP-Telefonanlagen unterstützt.

#### Codec G.722 (HD-Codec)
Der Codec G.722 ermöglicht es, IP-Telefonie in HD-Qualität über eine VoIP-Telefonanlage durchzuführen. Die benötigte Bandbreite liegt hier auch ca. bei 100 kbit/s. Das übertragene Frequenzspektrum ist jedoch höher, wodurch Gesprochenes und Musik besser klingen. Diese Qualität wird oft jedoch ausschließlich intern innerhalb der VoIP-Telefonanlage erreicht. Bei Telefonaten nach außen ist weiterhin die Gesprächsqualität von ISDN gegeben.

#### Codec G.729
Der Codec G.729 ist ein häufig genutzter Codec, der mit 8 kbit/s eine geringe Bandbreite beansprucht. Mit dem Codec G.729 erreicht man die ISDN-Qualität von G.711.

## Vorteile einer virtuellen Telefonanlage

### Ortsunabhängigkeit
Ein stationäres Telefon ist nicht mehr zwingend notwendig, die Anrufe können mithilfe eines Softphones ausgeführt werden. Dies funktioniert über eine Software, welche auf einem PC, Tablet oder Smartphone installiert wird und somit ortsunabhängig genutzt werden kann. Anrufe können somit an jedem Ort angenommen werden. Das ist besonders vorteilhaft bei mehreren Standorten und Mitarbeitern im Home-Office.

### Flexibilität
Bei der virtuellen Telefonanlage können neue Nebenstellen in der Cloud mit einem Klick hinzugefügt werden. Der Nutzer muss sich somit zu Beginn nicht auf eine bestimmte Anzahl an Nebenstellen festlegen. Es werden dabei nur die tatsächlich genutzten Nebenstellen berechnet.
Des Weiteren können alle Einstellungen online selbst vorgenommen werden, wie zum Beispiel das Erstellen von Weiterleitungen oder Ändern der Wartemusik.

### Kostenersparnis
Die meisten Provider rechnen pro Nebenstelle ab. Das heißt, dass nur das bezahlt wird, was tatsächlich benötigt wird. Zudem sind keine Investitionen in Hardware nötig (von den VoIP-Telefonen abgesehen).
Ein weiterer Vorteil ist, dass der Provider der Cloud-Telefonanlage für alle Updates, Wartungen und den reibungslosen Betrieb verantwortlich ist und somit keine laufenden Kosten für Wartungspersonal anfallen.

## Voraussetzungen für eine virtuelle Telefonanlage

### Ausreichende Internetverbindung
Damit die Gesprächsverbindungen störungsfrei bleiben sind hohe Übertragungsraten wichtig. Bis zu einem Anschluss von ca. 20 Nebenstellen ist eine ADSL- bzw. SDSL-Leitung ausreichend. Bei über 20 Nebenstellen sollte auf eine VDSL-Leitung umgestiegen werden, um eine gute Verbindung garantieren zu können.
Bei der Höhe der Bandbreite ist sowohl die Anzahl der Mitarbeiter als auch das Anrufaufkommen entscheidend, da Nutzung eines Gesprächskanals etwa 100 Kbit pro Sekunde in Anspruch (Up- und Download) nimmt.

### VoIP-Fähigkeit

#### Netzwerk
Für die Nutzung einer virtuellen Telefonanlage in Verbindung mit IP-Endgeräten wird eine entsprechende LAN-Infrastruktur (lokales Netzwerk) benötigt. Meistens ist diese standardmäßig vorhanden.

#### Endgeräte
Die gängigen Hersteller VoIP-fähiger Endgeräte sind vor allem die Unternehmen Gigaset und Snom, aber auch Yealink, Grandstream und Mitel (Aastra).
Auch die Nutzung von Softphones, also Telefonie-Software auf ihrem Rechner, oder Call-Apps, also Telefonie-Apps auf Smartphones, ist möglich.